# Sabanagrande (kommun i Honduras, Departamento de Francisco Morazán, lat 13,82, long -87,25)
Sabanagrande är en kommun i Honduras.   Den ligger i departementet Departamento de Francisco Morazán, i den sydvästra delen av landet, 30 km söder om huvudstaden Tegucigalpa. Antalet invånare är 15 442.